# Need for Speed (film)
Need for Speed è un film del 2014 diretto da Scott Waugh.
Film d'azione statunitense, adattamento cinematografico della popolare serie di videogiochi automobilistici Need for Speed.

## Trama
Tobey è un meccanico appassionato di auto e corse fin da bambino. Con il suo team, composto da amici, nella sua officina costruisce auto da corsa. Bravo anche al volante, Tobey vince parecchie gare clandestine per guadagnare soldi e cercando di pagare il mutuo dell'officina, lasciatagli dal padre ormai deceduto.
Tutto cambia però quando Dino, rivale di Tobey fin da piccoli, propone al “piccolo meccanico di Mount Kisco” di finire la costruzione di una Ford Mustang, la stessa che Ford e Carroll Shelby stavano costruendo quando Carroll è morto, promettendogli un quarto della cifra della vendita dell’auto. Dopo aver completato l’auto, l’acquirente della Mustang chiede una prova in circuito per verificare se l’effettiva velocità massima è quella promessa da Tobey, ossia 230 miglia orarie. Dopo che Tobey raggiunse le 234 miglia orarie, l’acquirente acquistò l’auto per 2.700.000 dollari. Dino, furioso per il fatto che Tobey guidò la Mustang senza il suo consenso e credendo di essere più veloce di Dino, sfida lui e Pete (il fratello minore di Anita, ex fidanzata di Tobey ed attualmente impegnata con Dino) a gareggiare con tre Koenigsegg Agera R, auto molto veloci ma non omologate negli Stati Uniti, appartenenti allo zio di Dino che quel giorno non c’era, ottenendo in caso di vittoria il 25% della vendita dell’auto da Tobey. Quando mancava poco al traguardo, Dino accorgendosi di aver già perso sperona in pieno la vettura di Pete facendola cappottare ed incendiare e non fermandosi a soccorrerlo, cosa che invece fa Tobey. Quando arrivano i soccorsi per Pete è troppo tardi e Tobey finisce in carcere per 2 anni, incastrato non solo per il furto delle due Koenigsegg dalla proprietà dello zio di Dino, ma anche dell'omicidio di Pete. Uscito dal carcere ovviamente Tobey è pronto per vendicarsi.
Con la sua squadra di meccanici e con l'aiuto di Julia (una ragazza appassionata anche lei di corse, ed acquirente della Mustang) riuscirà ad ottenere l’invito per il "De Leon" (una famosa corsa clandestina in cui corrono solo i piloti e le auto migliori e a cui partecipa anche Dino) trasferendosi da New York a San Francisco in 45 ore, sfrecciando con la stessa Mustang che vendette, chiesta in prestito per correre al De Leon, scappando da polizia e da 'cacciatori di taglie' messi sulle loro tracce da Dino, per non farli partecipare alla gara. Tobey e Julia riescono ad arrivare appena in tempo a San Francisco per confermare la propria partecipazione alla gara clandestina di auto, ma uscendo dall'Hotel vengono investiti da un camion guidato da un uomo di Dino, che fa cappottare la Mustang e ferisce Julia. Gli amici di Tobey riescono a soccorrerli e portano Julia in ospedale. Tobey chiede aiuto ad Anita che gli consegna il codice del garage di Dino, all’interno del quale c’era la stessa Koenigsegg rossa con cui Dino tamponò Pete, facendolo morire. Arrivando al De Leon con la Koenigsegg che a detta di Dino non esisteva e vincendo la gara, Tobey riesce ad incastrare Dino e a  dimostrare la sua innocenza.

## Produzione
Le riprese sono iniziate a Macon, Georgia, a metà aprile 2013.
Per le sequenze di inseguimento del film, i produttori hanno deciso di non usare effetti speciali digitali e chroma key, rinunciando alle immagini generate al computer (CGI) e preferendo invece l'impiego di vere autovetture da corsa su cui erano state montate repliche realistiche delle carrozzerie delle automobili fuoriserie presenti nella sceneggiatura, realizzate con il permesso dei produttori (che hanno fornito anche i progetti delle carrozzerie, a fronte di specifici "accordi di non divulgazione"): questo ha richiesto una maggiore mole di lavoro da parte del cast e degli stuntman e ha portato alla distruzione di quasi un centinaio di veicoli.
Si è fatto uso di telecamere molto piccole montate sui caschi dei piloti per ottenere le riprese con visuale in prima persona, anche nell'intento di ricreare la sensazione data dai videogiochi.

## Distribuzione
Il primo trailer del film è stato diffuso il 25 settembre 2013. Il trailer italiano invece è uscito il 6 ottobre 2013. La pellicola è stata distribuita nei cinema italiani il 13 marzo 2014.
La pellicola è stata convertita in post-produzione in 3D.
Negli Stati Uniti il film è stato distribuito dalla Touchstone Pictures, come già avvenuto per molti altri film DreamWorks di quel periodo. In Italia invece è stato distribuito dalla 01 Distribution in collaborazione con Rai Cinema. Il film è disponibile sul portale RaiPlay.

## Lista auto
- Bugatti Veyron
- Koenigsegg Agera R
- Lamborghini Sesto Elemento
- GTA Spano
- Saleen S7
- McLaren P1
- Ford Mustang GT 2014 (Need For Speed edition)
- Ford Mustang GT
- Mercedes-Benz SLR McLaren

Per le scene di inseguimento tutte le auto sopra elencate sono state sostituite con delle copie appositamente create per il film  utilizzando telai da corsa della Saleen S7, accoppiati a motori V8 Chevrolet LS3 da 6,2 litri con potenza di oltre 500 CV, e affidate a piloti come Tanner Foust, Rhys Millen, Rich Rutherford e Paul Dallenbach.